# Adam Bielan
Adam Jerzy Bielan (n. 12 septembrie 1974, Gdańsk, Polonia) este un om politic polonez, membru al Parlamentului European în perioada 2004-2009 din partea Poloniei.